# Ginés Sánchez Balibrea
Ginés Sánchez Balibrea (n. 1906) va ser un militar i docent espanyol.

## Biografia
Nascut a Cartagena en 1906, va ingressar a l'Acadèmia d'Infanteria de Toledo al juliol de 1924. Dos anys després va ingressar a l'Acadèmia general del Cos d'infanteria de marina. Després de l'esclat de la Guerra civil es va mantenir fidel a la República. El setembre del 1937 va ser nomenat comandant de la 94a Brigada Mixta, tenint una destacada en la participació en la batalla de Terol. L'abril del 1938 va ser nomenat comandant de la 34a Divisió, que cobria el front del Segre.
Al final de la contesa es va exiliar a Panamà, on va dirigir els col·legis «Abel Bravo» i «José Guardia Vega» de Colón.

## Obres
- —— (2002). Guerra y exilio. Panamá: Imprenta Universal Books.[5]